# ホルヘ・プリード
ホルヘ・プリード・マジョラル（Jorge Pulido Mayoral, 1991年4月8日 - ）は、スペイン・カスティーリャ・ラ・マンチャ州トレド県カスティージョ・デ・バユエラ出身のサッカー選手。SDウエスカ所属。ポジションはDF。

## 経歴
カスティーリャ・ラ・マンチャ州のカスティージョ・デ・バユエラに生まれ、10歳の時にアトレティコ・マドリードのカンテラに加入した。2009-10シーズンにBチームデビューをすると、2010年11月10日、コパ・デル・レイのUDラス・パルマス戦にて先発フル出場したことでトップチームデビューを果たした。翌年11月28日、クラブとの契約を2014年まで延長し、5月5日にはエルクレスCFとの試合でラ・リーガデビューも経験した。2011-12シーズンからトップチーム登録となり、背番号24を着用したが、レギュラーに定着できず、冬の移籍市場でラージョ・バジェカーノへとレンタルに出された。翌シーズンはアトレティコ・マドリードに復帰したものの、レンタル前の状況から好転せず、シーズン終了後に同クラブを退団した。
2013年7月18日、アトレティコ・マドリードと激しいライバル関係にあるレアル・マドリードのBチームへフリーで加入した。

## 代表歴
スペイン代表として各年代で招集を受け、2009 FIFA U-20ワールドカップに出場、UEFA U-21欧州選手権2011では優勝を果たした。

## 所属クラブ
- アトレティコ・マドリードB 2009-2011
- アトレティコ・マドリード 2011-2013

→ ラージョ・バジェカーノ 2012.1-2012.6 (Loan)
- レアル・マドリード・カスティージャ 2013-2014
- アルバセテ・バロンピエ 2014-2016
- シント＝トロイデンVV 2016-2017
- SDウエスカ 2017-

## タイトル
クラブ
アトレティコ・マドリード
- UEFAスーパーカップ 2012
- コパ・デル・レイ 2012-13

代表
スペインU-17
- UEFA U-17欧州選手権: 2008